# Il lato positivo (programma televisivo)
Il lato positivo è stato un programma televisivo italiano, andato in onda dall'8 al 29 aprile 2021 su Rai 2 in seconda serata, promosso dall'Associazione nazionale fra le imprese assicuratrici.

## Descrizione

### Puntate
| N. | Messa in onda  | Tema          |
| -- | -------------- | ------------- |
| 1  | 8 aprile 2021  | Ripartenze    |
| 2  | 15 aprile 2021 | Salute        |
| 3  | 22 aprile 2021 | Cultura       |
| 4  | 29 aprile 2021 | Sostenibilità |

## Cast tecnico
- Autori:
  - Martino Ferro
  - Giulia Iemma
  - Fabrizio Biggio
- Regia: Giuseppe Bianchi
- Conduzione: Fabrizio Biggio e Melissa Greta Marchetto con la partecipazione di Stefano Bini